# كأس هولندا 1978–79
كأس هولندا 1978–79 (بالهولندية: KNVB beker 1978/79)‏ هو الموسم 61 من كأس هولندا. أشرف على تنظيمه الاتحاد الملكي الهولندي لكرة القدم، وكان عدد الأندية المشاركة فيه 46، وفاز فيه أياكس أمستردام.